# 羅茲基什涅 (別爾哥羅德-德涅斯特羅夫斯基區)
46°10′41″N 30°7′54″E / 46.17806°N 30.13167°E
expand|time=2016-09-04T03:29:37+00:00}}

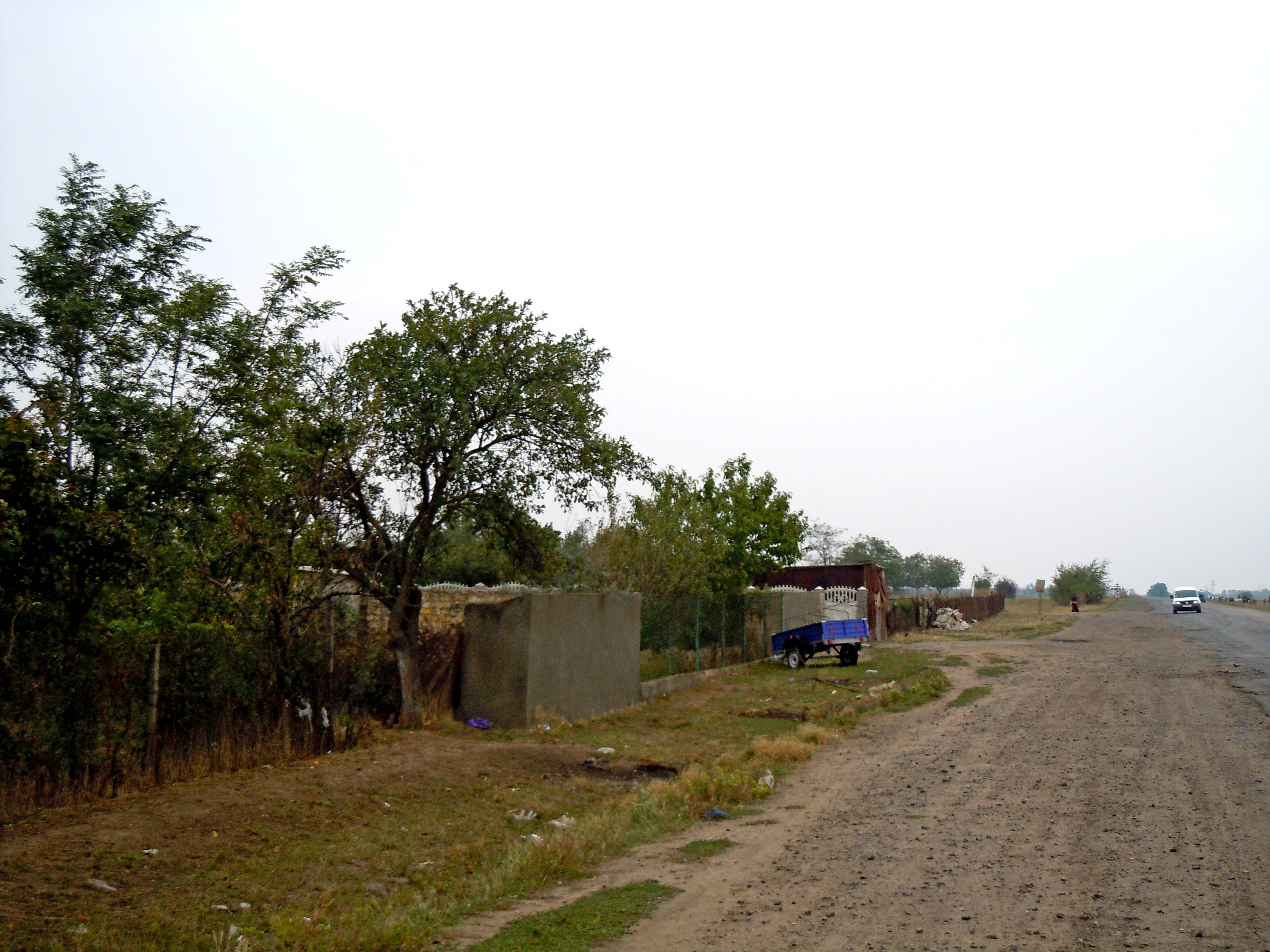

羅茲基什內（烏克蘭語：Розкішне）是位於烏克蘭西南部的村莊，由敖德萨州裡比爾霍羅德-德涅斯特羅夫斯基區的莫洛哈市鎮負責管轄。該村始建於1824年，面積1.02平方公里，2001年人口367，人口密度每平方公里359.8人。